# 托尔·努尔贝里
托尔·努尔贝里（瑞典語：Tor Norberg，1880年12月17日—1972年8月4日），瑞典前男子竞技体操运动员。他曾获得1908年夏季奥运会体操比赛男子团体全能金牌。1908年12月，他移民至美国。